# يحيى جبر
يحيى عبد الرؤوف عثمان جبر (10 مارس 1944 – 10 سبتمبر 2023) هو لغوي ومؤرخ وكاتب فلسطيني.

## حياته
ولد يحيى جبر في بلدة كفر سابا، في 15 ربيع الأول 1363هـ/ 10 آذار 1944م، تلقى تعليمه الابتدائي والإعدادي في مدرسة عزون، والتعليم الثانوي في مدرسة السعدية الثانوية في قلقيلية عام 1962م، حاصل على البكالوريوس من جامعة بيروت العربية عام 1970م، والماجستير من جامعة القاهرة عام 1975م، وحاصل على الدكتوراه من الجامعة نفسها عام 1977، وهو أستاذ مشارك، وأستاذ بجامعة النجاح منذ عام 1986، وخبير معتمد لدى مكتب التربية العربي التابع لدول مجلس التعاون الخليجي. ومستشار ثقافي وعلمي لمجلات مختلفة، ومجلات علمية محكمة كثيرة، وكان أستاذا زائراً في جامعة الخليل عام 2004 - 2005، كما عمل كمشرف أكاديمي غير متفرغ بجامعة القدس المفتوحة لعدة أعوام.
درس اللغة العربية في جامعة النجاح في مدينة نابلس، وعرف بعلاقته الواسعة مع طلبته.

## عضوية ومناصب
- الرئيس المؤسس لمجمع اللغة العربية الفلسطيني، والجمعية العلمية الفلسطينية.
- عضو مؤسس في المجمع العالمي للأكاديميين الفلسطينيين.[5]
- مدرس في المشرق العربي وليبيا لمدة 11 سنة.
- أستاذ مساعد في جامعة بنغازي لمدة خمس سنوات.
- محاضر في الجامعة الأردنية لمدة فصل عام 1983م.
- مدير دائرة الشؤون الأكاديمية ونائباً لمدير دائرة تطوير المواد التعليمية والإنتاج بجامعة القدس المفتوحة بعمان بين عامي 1989 - 1991.
- محرر للملحق الثقافي لجريدة صوت الشعب الأردنية لمدة ستة أشهر عام 1985.
- خبير لغوي مع ورشة تلفزيون الأطفال الأمريكية CTW.
- مشرف على مسلسل المناهل التعليمي بين عامي 1985-1986.

## مؤلفاته
1. اتفاق المباني وافاق المعاني
2. الأعلام الجغرافية الفلسطينية بين الطمس والتحريف
3. التكون التاريخي لاصطلحات البيئة الطبيعية والفلك
4. الثقافة الحياتية
5. الجنة في القرآن: دراسة في البناء اللغوي والاسلوب البلاغي
6. الساخر والجسد: إبراهيم طوقان، 1905-1941: دراسة في شعره
7. القدس لنا: [جولة في رحاب] المسجد الأسير، الأقصى المبارك
8. اللغة والحواس
9. الملحمة الشعبية الفلسطينية
10. الموسوعة التربوية الفلسطينية
11. الواضح في علم الصرف
12. بنك معلومات القدس
13. حسن أحمد هلال
14. حكمة المصري: 1907-1994
15. رحلة عز الدين التنوخي من الزرقاء الى القريات
16. شوقي فلسطين، أبو زهير حسن محمد عبد الرحمن محمد سلامة الملقب بحسن أفندي
17. عادل زعيتر
18. عارف العارف: 1892-1973
19. عتيل
20. قدري طوقان: 1910-1971
21. قلقيلية حتى عام 1942
22. كتاب العشرات في اللغة
23. للمطالعة الذاتية لمرحلة ما بعد الأمية: الكتاب الأول
24. مؤتمر دور الترجمة في حوار الحضارات
25. مجمع اللغة العربية الفلسطيني - بيت المقدس: بعد عام من تأسيسه 1416هـ/ 1995م
26. مجموعة شهادات عرب فلسطين أمام اللجنة الملكية البريطانية
27. محمد اسعاف النشاشيبي
28. محمد عزة دروزة: 1305-1404، 1887-1984
29. معجم ألفاظ الجغرافية الطبيعية
30. معجم البلدان الاردنية والفلسطينية
31. من وحي الانتفاضة
32. موسوعة علماء فلسطين وأعيانها
33. نحو دراسات وابعاد لغوية جديدة
34. نصوص في اعداد البحوث وتحقيق المخطوطات
35. هذه حكايتي
36. وقائع مؤتمر استشراف مستقبل الدراسات العليا في فلسطين
37. وقائع مؤتمر الفن والتراث الشعبي الفلسطيني الرابع
38. أبحاث ودراسات في الإستشراق والغزو الثقافي
39. أبحاث ومقالات في الأدب العربي
40. التراث الشعبي عد الاصالة
41. رحلة الأمازيغ من المشرق إلى المغرب
42. عبير الازاهير في تراث سعير وجغرافيتها
43. في الدلالة والبرمجة اللغوية
44. في الفكر والأدب السياسي
45. في فلسفة اللغة واسرارها وقضاياها

## وفاته
أعلن عن وفاته يوم 10 سبتمبر 2023.

## روابط خارجية
السيرة الذاتية على مستندات جوجل